# Bátki Noémi
Bátki Noémi (Budapest, 1987. október 22. –) magyar–olasz kettős állampolgárságú Európa-bajnok műugró.

## Pályafutása
Bátki Noémi Budapesten született, hároméves korában költözött családja az olaszországi Belluno városába. Édesanyja,  Nagy Ibolya szintén műugró volt, magyar színekben részt vett az 1992-es olimpián.
Tizenhat évese korában a németországi Aachenben rendezett junior Európa-bajnokságon szerezte első érmeit, amikor 3 méteres szinkronugrásban ezüstérmes lett Francesca Dallapé párjaként, majd 10 méteres toronyugrásban bronzérmet szerzett.
2005-ben Triesztbe költözött. A Kanadában rendezett világbajnokságon 3 méteres szinkronugrásban ötödik helyen végzett és az 1 méteres valamint 3 méteres egyéni számokban is jól szerepelt első felnőtt világversenyén. Ebben az évben a juniorok világbajnokságán ezüstérmes lett 3 méteren.
2006-ban, a budapesti Európa-bajnokságon hatodik helyen végzett méteres szinkronugrásban és ugyanabban az évben ezüstérmet nyert az Arena Diving Champions Cupban, Stockholmban.
2007-ben ugyanebben a versenysorozatban ezüstérmes lett, az olasz bajnokságban pedig megszerezte első országos elsőségét. A Melbourne-ben rendezett világbajnokságon 1 méteres egyéni számában 11., 3 méteres szinkronugrásban kilencedik lett.
A 2007-es universiadén Bangkokban aranyérmet szerzett 1 méteren, ugyanannyi pontszámot elérve mint az ukrán Maria Voloscsenko.
2008 februárjában sikerült kvalifikálnia magát a pekingi olimpiára. Bátkai 3 méteres szinkronugrásban hatodik lett Francesca Dallapè párjaként.
A 2010-es budapesti Európa-bajnokságon 10 méteres toronyugrásban ezüstérmet szerzett. 343,80 pontot kapott gyakorlatára, tízzel kevesebbet mint az aranyérmet megszerző német Christin Steuer.
2011-ben megszerezte az Európa-bajnoki címet, 346,35 pontot kapott gyakorlatára, ezzel pedig új egyéni csúcsot ért el, és kvalifikálta magát a 2012-es londoni olimpiára. Ott a nyolcadik helyen végzett 10 méteres toronyugrásban. Négy év múlva, a 2016-os olimpián 26. lett.
2017-ben, a mű- és toronyugró-Európa-bajnokság a 10 méteres toronyugrás mix számában bronzérmet szerzett, egyéniben ötödik lett.
A 2018-as Európa-bajnokságon 10 méteres toronyugrásban ezüstérmet szerzett.